# SARS-CoV-2-Variante Delta

Bestätigte Fälle von Delta B.1.617.2 weltweit
10.000+ bestätigte Fälle
5000 – 9999 bestätigte Fälle
1000 – 4999 bestätigte Fälle
100 – 999 bestätigte Fälle
10 – 99 bestätigte Fälle
1 – 9 bestätigte Fälle
Keine bestätigten Fälle / keine Daten
(10. August 2021)

Die SARS-CoV-2-Variante Delta, nach der Pango-Nomenklatur auch als B.1.617.2 bezeichnet, ist eine Variante des Betacoronavirus SARS-CoV-2. Ihr gehören sämtliche Untervarianten AY.* an, die lt. PANGO-Nomenklatur auch als B.1.617.2.* bezeichnet werden. Das erste Auftreten wurde für den Oktober 2020 in Indien im Bundesstaat Maharashtra nachgewiesen, entstanden ist sie durch Mutationen als Untervariante von B.1.617. Sie wurde Mitte Mai 2021 von der Weltgesundheitsorganisation (WHO) als besorgniserregende Variante (Variant of Concern, VOC) eingestuft.
In Indien verursachte die Variante Delta im April und Mai 2021 eine mehr als dreimal so hohe zweite COVID-19-Welle wie jene vom Herbst 2020. Ab Juli 2021 war Delta die bestimmende Variante weltweit und in Europa; in Deutschland hatte sie Ende August 2021 einen Anteil von 99,3 %. Zum Jahreswechsel 2021/22 wurde Delta zunehmend von der neu aufgetretenen Omikron-Variante verdrängt; ab April 2022 wurden praktisch keine Delta-Infektionen mehr in Deutschland registriert.
Mit der Delta-Variante Infizierte stecken im Mittel mehr als doppelt so viele Menschen an wie mit dem Wildtyp von SARS-CoV-2 Infizierte. Die Dauer von der Ansteckung bis zum Nachweis der Viren ist dabei im Schnitt von sechs auf vier Tage verkürzt. Eine Studie aus China, die während eines Ausbruchs der Delta-Variante, das Zeitintervall von der Exposition einer unter Quarantäne gestellten Population bis zum ersten positiven Ergebnis der Polymerase-Kettenreaktion (genauer: RT-PCR) untersuchte, stellte fest, dass die Viruslast bei einer Delta-Infektion etwa 1200-mal höher war, als bei anderen VOC-Varianten des SARS-CoV-2; ein Sachverhalt der darauf hindeutet, dass die Delta-Variante in der Lage sein könnte, sich schneller zu replizieren und in den frühen Stadien der Infektion infektiöser sein könnte als die nicht besorgniserregenden Varianten von SARS-CoV-2 („Non-VOC's“). Das Risiko wegen eines schweren Krankheitsverlaufs von COVID-19 in ein Krankenhaus eingewiesen zu werden, ist bei einer Infektion mit der Variante Delta etwa doppelt so hoch wie bei einer Infektion mit der Alpha-Variante.
Impfungen verhindern Infektionen mit der Delta-Variante mindestens in etwa der Hälfte der Fälle. Das Risiko, schwer krank zu werden oder zu sterben, ist im Mittel für ungeimpfte Personen mehr als zehnmal höher als bei geimpften, im höheren Alter lässt die Schutzwirkung der Impfungen nach. Mit den bisherigen COVID-19-Impfstoffen übertragen geimpfte Personen das Virus in ähnlichem Maße wie ungeimpfte, so die WHO im August 2021.
Ab Ende November 2021 verbreitete sich weltweit die SARS-CoV-2-Variante Omikron und setzte sich zum Jahreswechsel 2021/22 Zug um Zug gegen die Variante Delta durch. Am 7. Juni 2022 stufte die WHO die Variante Delta als „Previously circulating VOC“ zurück.

## Mutationen
Das erste Auftreten der Delta-Variante B.1.617.2 wurde für den Oktober 2020 in Indien nachgewiesen. Acht charakteristische Mutationen des Spike-Glykoproteins kennzeichnen sie: T19R, G142D, del157/158, L452R, T478K, D614G, P681R und D950N lassen sich in jeweils mehr als 60 % der sequenzierten Proben finden (s. Abb. 1 & 2). Von besonderem Interesse sind L452R, T478K, D614G und P681R (s. Abb. 1, Mitte & Abb. 2, rot).

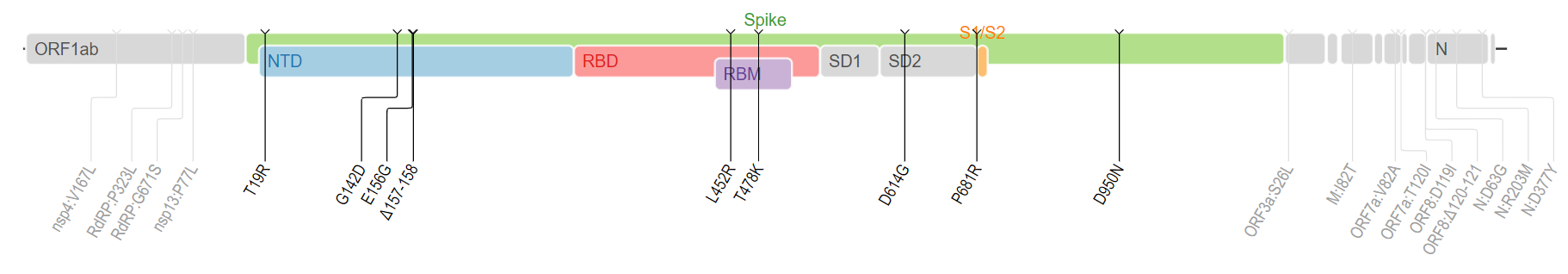
Abb. 1: Delta-Variante B.1.617.2 – Spike-Protein B.1.617.2 mit Mutationen.
Von besonderem Interesse: L452R, T478K, D614G und P681R (Mitte).

Abb. 2: Häufigkeit der Spike-Mutationen Delta B.1.617.2 im Vergleich zu VOC-Varianten.
Von besonderem Interesse: L452R, T478K, D614G und P681R (rot). E484Q bei Delta nicht vorhanden (blau).

- Die Mutation D614G trat bereits bei der Alpha-Variante auf und steht mit effizienterer Replikation für höhere Infektiosität und Übertragbarkeit.[21]

- Die Mutation P681R sorge für eine deutliche Steigerung der Replikation (Vermehrung) der Variante Delta gegenüber der P681H-Mutation der Variante Alpha, so eine vorveröffentlichte Studie vom August 2021.[22]

- Die Mutation L452R beeinträchtigt die Neutralisation durch Antikörper.[23]

- Die Mutation T478K korreliert in Kombination mit dem Fehlen von E484Q direkt mit der Positivenrate.[24] T478K tritt speziell in der Variante Delta und im selben Bereich der Epitope des Spike-Proteins auf, in der auch die Mutation E484K der Beta-Variante mit Tendenz zu Fluchtmutationen liegt.[25]

- Die Mutation E484Q, die die Variante B.1.617 kennzeichnet und auch bei beiden anderen Untervarianten Kappa (B.1.617.1) und B.1.617.3 zu finden ist,[26] tritt bei der Delta-Variante nicht auf (s. Abb. 2, blau).[27]

## Eigenschaften
Die Delta-Variante B.1.617.2 wurde im Mai 2021 von der Weltgesundheitsorganisation (WHO) mit sämtlichen Untervarianten als besorgniserregende Variante (VOC, Variant of Concern) eingestuft. Statt mit der Langform „B.1.617.2.*“ werden die Delta-Untervarianten kurz mit „AY.*“ benannt.
Die Delta-Variante entkommt teilweise neutralisierenden monoklonalen und polyklonalen Antikörpern, die durch eine vorherige SARS-CoV-2-Infektion oder durch Impfung entstanden sind, zeigten Anfang Juli 2021 veröffentlichte Ergebnisse des Institut Pasteur in Paris. Bei Positivtests der Delta-Variante war die Viruslast 1.200-mal höher als bei anderen Varianten, die nicht als besorgniserregend gelten, so eine vorab veröffentlichte Studie aus China. Bei Infizierten, die in Quarantäne waren, hatte sich gezeigt, dass der PCR-Test schon nach durchschnittlich vier statt wie bei frühen Varianten nach sechs Tagen positiv war, gab die WHO Mitte Juli 2021 an.
Laut einer Veröffentlichung in The Lancet Mitte Juli 2021 liegt die Basisreproduktionszahl {\displaystyle R_{0}} der Delta-Variante bei nahezu 7. Diese Zahl gibt an, an wie viele Menschen eine infizierte Person das Virus überträgt, sofern keine eindämmenden Maßnahmen ergriffen werden. Eine Ende Juli 2021 von der Washington Post veröffentlichte interne Präsentation der CDC zeigt in einer Grafik, eine an der Delta-Variante erkrankte Person könne zwischen 5 und 9,5 andere anstecken, beim Wildtyp seien es zwischen 1,5 und 3,5. Die Übertragbarkeit der Delta-Variante wird mit der von Windpocken verglichen. Die Weltgesundheitsorganisation bestätigte im August 2021, bei der Delta-Variante seien geimpfte Personen ähnlich ansteckend wie ungeimpfte.
Die antikörperabhängige Verstärkung (Antibody-dependent Enhancement, ADE) einer Infektion ist ein potenzielles Sicherheitsproblem für Impfstoffstrategien, speziell auch bei SARS-CoV-2. Beim ursprünglichen Wuhan/D614G-Stamm setzen sich bei geimpften Personen neutralisierende gegenüber infektionsverstärkenden Antikörpern durch. Bei der Delta-Variante wiesen neutralisierende Antikörper in vitro hingegen eine verringerte Affinität zum Spike-Protein auf, infektionsverstärkende Antikörper eine auffallend erhöhte. Daher könne ADE ein Problem für Menschen sein, die Impfstoffe auf Basis der ursprünglichen Wuhan-Stamm-Spike-Sequenz erhielten (mRNA oder virale Vektoren). Daher sollten Impfstoffe der zweiten Generation mit  Spike-Glykoprotein-Formulierungen in Betracht gezogen werden, denen strukturell konservierte ADE-bezogene Epitope fehlen, so das Fazit einer im August 2021 im Journal of Infection veröffentlichten Studie. Bis Oktober 2021 gab es in vivo keine Hinweise auf eine ADE-verursachte Infektionsverstärkung.

### Untervariante AY.1
AY.1 alias B.1.617.2.1 ist eine Untervariante der Variante Delta B.1.617.2 und wird inoffiziell „Delta plus“ oder „Nepal-Variante“ genannt. Sie gleicht weitgehend der gewöhnlichen Delta-Variante, hat dabei zusätzlich die Mutation K417N. Diese tritt unter anderem bei der Beta-Variante (B.1.351) auf, die sich in Europa nicht gegen die anderen Varianten durchsetzen konnte. Sie hat die Eigenschaft, dass die bisherigen Impfstoffe weniger wirksam sind. So zeigt der Impfstoff AZD1222 von AstraZeneca 14 Tage nach vollständiger Impfung gegen milde bis moderate Krankheitsverläufe der Beta-Variante mit 10,4 % Wirksamkeit eine deutlich verringerte Schutzwirkung. AY.1 sei leichter übertragbar als die Beta-Variante, sagte der indische Bundesgesundheitsminister Rajesh Bhushan. Das Virus weise laut ersten Erkenntnissen eine stärkere Bindung an Rezeptoren der Pneumozyten sowie eine mutmaßlich verringerte Antwort auf monoklonale Antikörper auf.
Die Variante AY.1 wurde außerhalb Indiens in Kanada, Deutschland, Russland, Nepal, der Schweiz, Polen, Japan und den USA nachgewiesen. Ende Juni 2021 stufte Indien die Variante AY.1 als besorgniserregend (VOC) ein. Laut indischem Gesundheitsministerium wurde den Sekretären der betroffenen Staaten in den einzelnen Distrikten der Einsatz unmittelbarer Eindämmungsmaßnahmen im Kampf gegen diese Variante empfohlen. In Europa blieb der Anteil bis Herbst 2021 bei unter 3 %, eine Durchsetzung gegenüber den anderen Delta-Untervarianten war nicht erkennbar.

### Untervariante AY.3
AY.3 alias B.1.617.2.3 ist eine Untervariante der Delta-Variante B.1.617.2. Sie wurde Mitte April 2021 erstmals identifiziert, Ende Juli offiziell benannt und hat sich bis Mitte August 2021 in Großbritannien, den USA und Israel ausgebreitet, mit noch relativ geringen Fallzahlen. Während eine genaue Risikoeinschätzung nicht möglich war, deuteten Wissenschaftlern zufolge die vorliegenden Daten auf eine abermals gestiegene Ansteckungsgefahr hin. Asher Shalmon, Leiter des Referats für Internationale Beziehungen des israelischen Gesundheitsministerium, erklärte Mitte August 2021: „Es sieht sehr, sehr virulent aus, was die Infektionsrate angeht, und es sieht so aus, als ob sie eine relative Resistenz gegen den Impfstoff entwickelt.“ Laut einer vorveröffentlichten Studie gibt es Hinweise, dass AY.3 selbst bei geimpften Personen in der stärker kontrollierten Umgebung einer stationären medizinisch-chirurgischen Abteilung auftreten kann. In Europa blieb der Anteil bis Herbst 2021 bei unter 2 %, eine Durchsetzung gegenüber den anderen Delta-Untervarianten war nicht erkennbar.

### Untervariante AY.4
AY.4 alias B.1.617.2.4 ist eine im Sommer 2021 weit verbreitete Untervariante der Delta-Variante B.1.617.2. Diese trägt die sie kennzeichnende Mutation A1711V und machte ab Juni über den Sommer 2021 hinweg etwa 20 % der weltweiten Verbreitung der Delta-Variante aus. Diese Untervariante wird für die Nachverfolgung der regionalen Verbreitung separat dargestellt und hat weitestgehend die gleichen Eigenschaften der Delta-Grundvariante B.1.617.2.

#### Untervariante AY.4.2
AY.4.2 alias B.1.617.2.4.2 ist eine Untervariante der Mitte 2021 weit verbreiteten Untervariante AY.4 der Delta-Variante B.1.617.2. Sie enthält die Mutationen Y145H und A222V, die seit Beginn der Pandemie in verschiedenen anderen Varianten gefunden wurden. Die Position der Mutation Y145H ist innerhalb eines Bereichs des Spike-Proteins, der Antikörpern häufig zur Erkennung und der Neutralisation dient. Möglicherweise könnte diese Mutation dem Virus somit eine größere Fähigkeit geben, der Immunität zu entkommen. Medien berichteten Mitte Oktober über die Verbreitung von AY.4.2 in Großbritannien, sie sei von Experten erstmals Mitte Juli 2021 identifiziert worden. Es gebe keine Hinweise darauf, dass es durch diese Veränderungen wesentlich übertragbarer sei, dies werde von Experten weiter untersucht. Der Direktor des Genetics Institute des University College London Francois Balloux erklärte, es handele sich möglicherweise um einen geringfügig ansteckenderen Stamm. Es sei jedoch nichts im Vergleich zu dem, was wir bei den Varianten Alpha und Delta gesehen haben, die etwa 50 bis 60 Prozent übertragbarer waren als die jeweilige Vorgängervariante. Es sei wahrscheinlich, dass AY.4.2 bis zu 10 Prozent übertragbarer sei als die bisherige Delta-Variante.
Die UK Health Security Agency (UKHSA) benannte AY.4.2 am 20. Oktober als Variant under Investigation mit  VUI-21OCT-01. Mit Stand 29. Oktober 2021 sei kein signifikanter Unterschied der Impfstoffeffektivitäten, Hospitalisations- und Mortalitätsrate gegenüber der Delta-Variante zu erkennen, die Übertragbarkeit etwas erhöht.

### Sonstige Untervarianten AY.*
Auch die Untervarianten AY.4 bis AY.* (alias B.1.617.2.*) der Variante Delta B.1.617.2 werden seit August 2021 nachträglich separat dargestellt. Dies dient zunächst vorrangig der regionalen Nachverfolgung der Virenausbreitung mit zusätzlichen Mutationen des Spike-Proteins V70F, G142D, A222V, W258L, K417N, T572I, Q613H, A701S, T791I, A1078S, V1104L, D1153Y und V1264L. Davon ist nur die Mutation K417N aus anderen relevanten Varianten (VOC und VOI) von der Variante Beta bekannt. Bei der Delta-Variante tritt sie ausschließlich bei den Untervarianten AY.1 und AY.2 auf, die bis September 2021 kaum relevant waren.
Eine unterschiedliche biologische Wirkung der Untervarianten konnte vorerst nicht festgestellt werden. Bis November 2021 entwickelten sich mehr als 150 Untervarianten AY.*. In Europa bestimmte von Mai bis November 2021 die Obervariante B.1.617.2 mit den Untervarianten AY.4, deren Detaillierung AY.43 und AY.9 die Ausbreitung von Delta.

### Rekombinanten aus Delta und Omikron
Die Varianten XD, XF und XS sind Rekombinanten aus Untervarianten von Delta und Omikron. Sie werden in den Medien oft als „Deltakron“, zum Teil auch „Deltamikron“ oder „Delmicron“ genannt. Eine Vorabstudie vom Januar 2022 analysierte das Auftreten der Kombinationen der zugehörigen wesentlichen Mutationen D614G, N501Y und P681R in der Vergangenheit. Danach traten diese zwar mehrfach auf, konnten sich jedoch nicht gegen die damals noch vorherrschende Variante Delta durchsetzen.

## Wirkung von Impfstoffen
Eine einmalige Impfung mit dem AstraZeneca-Impfstoff Vaxzevria wie mit dem Biontech-Impfstoff Tozinameran erwies sich als weniger wirksam zur Verhinderung eines schweren Verlaufs der COVID-19-Erkrankung als bei der in Europa im Mai 2021 noch vorherrschenden Variante Alpha (B.1.1.7). Großbritannien und Nordirland verkürzten daher Mitte Mai 2021 das Impfintervall für über 50-Jährige von 12 auf 8 Wochen. Nach Labor-Analysen des französischen Institut Pasteur habe eine einzelne Dosis des Impfstoffs von Biontech/Pfizer oder AstraZeneca eine kaum wahrnehmbare Wirkung gegen die Delta-Variante. Die gebildeten Antikörper können die Viren der Delta-Variante kaum binden und unschädlich machen. Eine direkte Aussage auf die Immunantwort in der Realität ist damit noch nicht möglich.
Die Impfstoffe, die bisher in der EU zugelassen sind, scheinen auch bei Infektionen mit der Delta-Variante von SARS-CoV-2 gut vor einer COVID-19-Erkrankung zu schützen, die Immunantwort sei breit genug. Immunologe Georg Behrens von der Medizinischen Hochschule Hannover äußerte, es sei denkbar, dass Impfungen einen immunologischen Druck auf das Virus ausüben können, „dann versucht es durch eine solche Mutation eben diesem Druck zu entkommen“. Die Impfstoffhersteller BioNTech/Pfizer gaben im Juli 2021 bekannt, neue Versionen ihres Impfstoffes zu entwickeln, die wirksamer gegen die Delta-Variante sein sollen.
Impfungen verhindern auch bei der Delta-Variante asymptomatische Infektionen bis zu und symptomatische in etwa der Hälfte der Fälle, v. a. bei über 60-Jährigen; das Risiko von nötiger Krankenhaus-Einweisung wird v. a. bei über 60-Jährigen auf weniger als ein Fünftel reduziert. Das Risiko, schwer krank zu werden oder zu sterben, sei laut US-Seuchenschutzbehörde CDC vom Juli 2021 für ungeimpfte Personen sogar mehr als zehnmal höher sei als für diejenigen, die geimpft wurden. Daten vom August 2021 aus Israel, dem Staat, der als einer der ersten die meisten Menschen impfen ließ, zeigten selbst in der Altersgruppe ab 50 Jahren, dass das Risiko für Geimpfte, schwer zu erkranken, mindestens fünfmal niedriger sei als für Ungeimpfte.
Mit Durchsetzung der Virus-Variante Delta seien geimpfte Personen ähnlich ansteckend wie ungeimpfte, so die Weltgesundheitsorganisation im August 2021.

## Verbreitung

### Deutschland
Ab Anfang Juni 2021 mussten nach positiven Tests zunächst zwei Gruppen einer Kindertagesstätte in Waiblingen in Quarantäne, Mitte Juni 2021 waren es alle etwa 150 Kinder sowie 45 Mitarbeiter. Lag in Deutschland der Anteil der Delta-Variante an allen Varianten in der ersten Mai-Woche 2021 noch bei 1,7 %, so waren es einen Monat später 10 %, Mitte Juni 43 %, zum Monatswechsel 72 % und Mitte Juli 2021 schon 91,4 %.
Seit Mitte August 2021 hatte die Delta-Variante auch über den Oktober einen Anteil von über 99,8 % erreicht, inklusive ihrer wesentlichen Untervarianten AY.4, AY.43, AY.9 und weiterer.

#### Untervariante AY.3
In Deutschland berichtete das Robert Koch-Institut einen von Juni 2021 an schwankenden Anstieg der Delta-Untervariante AY.3 auf 3,4 Prozent Mitte August. Ab dem Wochenbericht Ende August 2021 stellt es AY.3 nicht mehr separat dar, sondern ordnet es der übergeordneten Delta-Linie zu, „da bis zum Beweis des Gegenteils davon ausgegangen werden muss, dass Sublinien die gleichen besorgniserregenden Eigenschaften besitzen wie die Varianten, von denen sie abstammen.“ Auch mit Detaillierung der Zuordnungen blieb AY.3 im Verlauf ohne weiteres Wachstum bis in den Herbst 2021 unter 0,5 % und damit ohne besondere Relevanz für das Infektionsgeschehen.

### Großbritannien
Später war sie für die Neuinfektionen in mehreren Städten Mittelenglands wie im Westlondoner Bezirk Hounslow sowie in der schottischen Großstadt Glasgow verantwortlich. In der in Mittelengland gelegenen Kleinstadt Bolton verursachte die Variante Delta den Großteil der Neuinfektionen. Mitte Juni teilte Gesundheitsminister Matt Hancock mit, die Delta-Variante verursache 91 Prozent der Neuinfektionen.

#### Forschungsstand im Juni und Juli 2021
Entsprechend dem Kenntnisstand der englischen Gesundheitsbehörde Public Health England (PHE) Anfang Juni 2021 könne die Delta-Variante häufiger zu schwereren Covid-19-Erkrankungen führen als die die zunächst in Großbritannien entdeckte Alpha-Variante (B.1.1.7). Einige Regionen zeigten bereits einen Anstieg von Krankenhauseinlieferungen. Es gebe deutliche Hinweise darauf, dass die Delta-Variante viel ansteckender sei als die Variante Alpha. Die englische Gesundheitsbehörde ging auf Basis ihrer Analysen mit hoher Wahrscheinlichkeit von einer „substanziell erhöhten Wachstumsrate“ aus.
Während zuvor Husten, Fieber, Geruchs- oder Geschmacksverlust als häufigste Symptome einer beginnenden COVID-19-Erkrankung galten, gehöre Fieber weiterhin dazu, doch trete der Verlust von Geruchs- und Geschmackssinn nun seltener auf, der bislang typisch für eine Corona-Erkrankung war. Bei der Delta-Variante könnten auch Symptome wie Kopfschmerzen, eine laufende Nase oder eine raue Kehle auftreten. Am häufigsten traten diese Symptome bei Probanden auf, die im Rahmen der „Zoe-Covid-Symptom-Studie“ des King’s College London mit einer Smartphone-App überwacht wurden. An dieser nahmen Mitte Juni mehr als 4,5 Millionen Nutzer teil. Eine Auswertung der seit Anfang Mai 2021 gesammelten Daten zeigte, dass die häufigsten Symptome der App-Nutzer nicht mehr dieselben waren wie zuvor. „Covid verhält sich jetzt anders, eher wie eine schwere Erkältung“, stellte der Leiter der Studie Timothy Spector zusammenfassend fest. Er forderte jeden zu einem Corona-Test auf, der glaube, an COVID-19 erkrankt zu sein.

### USA
Delta war im Juli 2021 die dominierende Variante in den USA, die Zahl der täglichen Neuinfektionen hatte sich etwa verfünffacht, erstmals seit Mitte Februar 2021 wurden über 100.000 Neuinfektionen an einem Tag registriert.
Der Leiter der Forschungsbehörde National Institutes of Health (NIH) Francis Collins warnte vor einer Virus-Verbreitung nach den Sommerferien, wenn Millionen ungeimpfte Kinder in der Schule nicht zum Tragen von Masken verpflichtet würden.

#### Untervariante AY.3
In Missouri und Mississippi liege Mitte August 2021 der Anteil der Mutation AY.3 an den Infektionen bei 43 und 45 Prozent, so die US-Seuchenschutzbehörde CDC, über die gesamten USA bei etwa 9 Prozent.

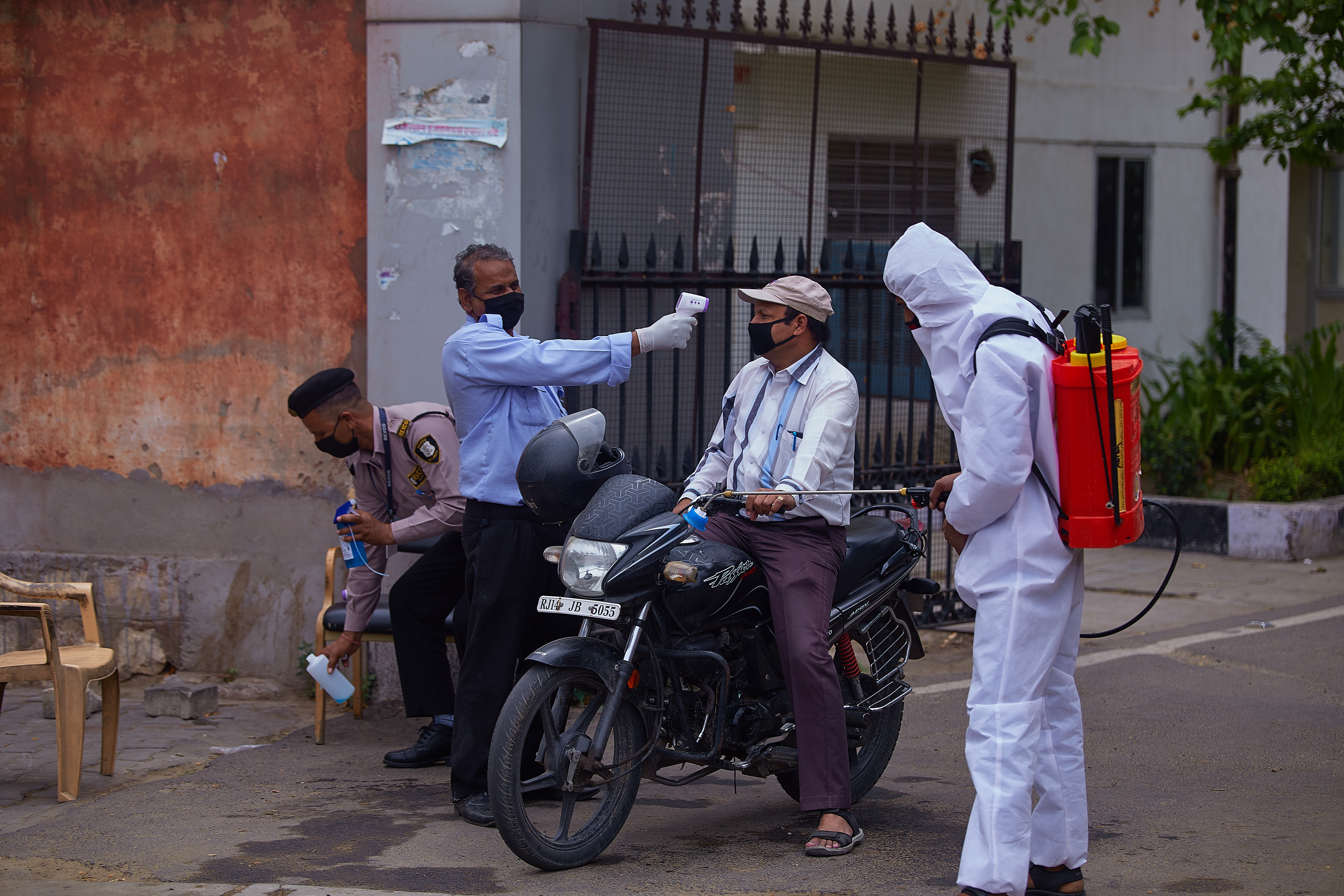
Lockdown-Kontrolle in Jaipur

### Indien
Die Variante Delta wurde in Indien während einer heftigen Infektionswelle im April und Mai 2021 nachgewiesen. Mitte Mai war Delta bei der COVID-19-Pandemie in Indien in Indien die vorherrschende Variante. Wissenschaftler unter anderem des nationalen indischen Zentrums für Krankheitskontrolle (englisch National Centre for Disease Control) in Neu Delhi, gingen schon im Mai davon aus, dass die Übertragbarkeit der Delta-Variante um 50 Prozent höher sei als bei der Variante Alpha. Es gab Hinweise auf eine verringerte Wirkung der Impfstoffe, dies ließ sich angesichts unterschiedlicher Rahmenbedingungen nicht sicher bestätigen.

### Sonstige Staaten
Dänemark gilt ähnlich wie Großbritannien als eine der Nationen, die einen hohen Anteil der COVID-Neuinfektionen darauf untersucht, welche COVID-Variante die Infektion verursachte.
Mitte Juni 2021 beschloss die portugiesische Regierung, die Hauptstadt Lissabon über das gesamte darauffolgende Wochenende abzuriegeln. In Lissabon breite sich die Delta-Variante des Coronavirus relativ stark aus, sagte Präsidentschaftsministerin Mariana Vieira da Silva. Mit 928 neuen Infektionen binnen 24 Stunden verzeichnete Lissabon den höchsten Wert seit Mitte Februar 2021, das waren rund 75 % aller in Portugal registrierten Fälle.
In Russlands Hauptstadt Moskau wurde Mitte Juni 2021 ein Rekordwert bei den Neuinfektionen verzeichnet. Bürgermeister Sergej Sobjanin sagte, dass fast 90 % der Covid-Erkrankungen auf Delta zurückzuführen seien. Mehrere russische Regionen hatten aufgrund der dramatischen Lage eine Impfpflicht für Angestellte vieler Berufsgruppen verhängt.

#### Anteil von Delta in Europa
Von Juni bis August 2021 hatte sich die Delta-Variante in Europa fast vollständig durchgesetzt.
| Staat          | Anteil Delta-Variante |
| -------------- | --------------------- |
| Deutschland    | 99,7 %                |
| Dänemark       | 99,95 %               |
| Großbritannien | 99,94 %               |
| Österreich     | 99,8 %                |
| Niederlande    | 99,8 %                |
| Polen          | 99,8 %                |
| Schweiz        | 99,8 %                |
| Belgien        | 99,5 %                |
| Tschechien     | 99,7 %                |
| Italien        | 99,7 %                |
| Frankreich     | 99,1 %                |
| Spanien        | 99,0 %                |